# Krit Amnuaydechkorn
Krit Amnuaydechkorn (กฤษฏ์ อำนวยเดชกร; nascido em 30 de abril de 1999), também conhecido como PP (พีพี) ou PP Krit é um ator, cantor e modelo tailandês. Ele é conhecido por seus papéis como Tewkao em My Ambulance (2019) e como Oh-aew em I Told Sunset About You (2020) e I Promised You the Moon (2021). Junto com sua carreira de ator, PP Krit também é conhecido por sua carreira musical como cantor; sua música mais notável é "Fire Boy" (2022). Em 2023, Krit se tornou o primeiro embaixador da marca Balenciaga da Tailândia.

## Início da vida e educação
Krit nasceu em Banguecoque, Tailândia, em 30 de abril de 1999. No início, ele foi chamado de Pruk (พฤกษ์), mas apenas 2–3 semanas depois, seus pais sentiram que estava desatualizado e decidiram mudar para PP. Ele estudou no Assumption College do primário ao secundário. Na 11ª série, ele teve a oportunidade de passar um ano nos Estados Unidos como um estudante de intercâmbio. Krit recebeu seu diploma do ensino médio em 2017. Em 2022, ele se formou em economia empreendedora na Faculdade de Economia da Universidade Kasetsart.

## Carreira

### Inícios (2017–2019)
A carreira de Krit na indústria do entretenimento começou quando ele foi descoberto por Gong Hive Salon, um famoso cabeleireiro, durante seu 12º ano e Gong o apresentou ao Nadao Bangkok. Ele teve sua primeira oportunidade de ser um elenco principal no videoclipe "MSN", que é um single famoso da banda Helmetheads. No mesmo ano, ele também foi escalado como modelo de passarela em "Boys of Bangkok 2017" no Emquartier. Em 2018, ele teve sua primeira oportunidade de trabalhar na área de atuação em i Stories (2018) "G" Episode", que é um projeto de quatro contos com temática LGBT.
Em 2019, PP Krit, como artista do Nadao Bangkok, teve a oportunidade de desempenhar um papel coadjuvante em My Ambulance. Esta série se tornou um ponto de partida para ele influenciar o público.

### Avanço (2020–2022)

#### Carreira de ator
Ele ganhou popularidade com seu papel como Tewkao em My Ambulance (2019), onde foi pareado com Putthipong Assaratanakul (Billkin), que desempenhou o papel do Doutor Tao.
Com a conclusão da referida série de televisão em outubro de 2019, foram feitos planos para produzir uma série de televisão de boys' love, onde Putthipong e Krit atuariam como atores principais. O projeto, com o título provisório de "BKPP: The Series", foi anunciado em fevereiro de 2020 e deveria estrear em julho de 2020. Devido às restrições governamentais impostas em meio à pandemia de COVID-19, a produção da série foi adiada com seu lançamento adiado para outubro de 2020 sob o título de I Told Sunset About You. Krit desempenhou o papel de Oh-aew, um estudante do ensino médio de Phuket e amigo de infância e eventualmente amante do personagem de Putthipong, Teh. A série retornou para uma segunda temporada em maio de 2021, intitulada I Promised You the Moon.

#### Carreira musical
PP Krit nunca tinha experimentado canto ou música antes, mas o Nadao Bangkok reconheceu seu potencial. Ele teve a chance de se apresentar ao vivo com Billkin no LINE TV AWARDS 2020, cantando uma música chamada "HIDDEN TRACK". O show foi um sucesso e provou que Krit tinha potencial para cantar.
Na série I Told Sunset About You, PP Krit teve a oportunidade de cantar a Trilha Sonora Original da primeira temporada, com duas músicas: "หรูเหอ 如何 (Skyline)" e "โคตรพิเศษ (Khot Phiset)." Na segunda temporada, ele cantou "รู้งี้เป็นแฟนกันตั้งนานแล้ว (Safe Zone)" com Billkin, junto com "ห่มผ้า (Hold Me Tight)," "หลอกกันทั้งนั้น (Fake News)," "ทะเลสีดำ (Ta Lay See Dum)" com Billkin, e "ไม่ปล่อยมือ (Coming of Age)" com Billkin.
Krit estreou oficialmente como cantor pelo selo musical Nadao Music, do Nadao Bangkok, com o lançamento de seu single de estreia "It's Okay Not To Be Alright" em agosto de 2021. Mais tarde, ele lançou outro single "I'll Do It How You Like It" em fevereiro de 2022.

### Exposição contínua e PP Krit Entertainment (2022–presente)
Em 2022, PP Krit iniciou sua própria empresa, 'PP Krit Entertainment', e continuou a se concentrar em entretenimento, incluindo atuação e música. Ele lançou uma nova música chamada "Fire Boy", (2022) que se tornou viral e se tornou uma faixa de sucesso para seu novo empreendimento. Após seu sucesso, ele continuou a lançar novas músicas como "Hesitate (ลังเล)" (2023) e "Rerun (เส้นเรื่องเดิม)" (2023). Para o último, ele também lançou 'Rerun-short film' como promoção para a música, atuando com Naphat Siangsomboon.
Devido ao sucesso de suas carreiras de ator e cantor, PP Krit decidiu sediar seu primeiro fanmeeting, intitulado "LIT & GLITTER PP KRIT: THE FIRST FAN MEETING". Os ingressos esgotaram rapidamente, levando a empresa a agendar uma rodada adicional de fanmeetings. Os fanmeetings aconteceram nos dias 4 e 5 de março de 2023, no Royal Paragon Hall.
Enquanto se concentrava no trabalho solo, PP Krit continuou a colaborar com Billkin em projetos conjuntos como uma forma de retribuir o amor de seus fãs. Eles iniciaram a turnê 'BKPP Asia Fanmeeting', cobrindo muitas cidades pela Ásia.
PP Krit também se apresentou em festivais de música como o Summer Sonic 2022, onde dividiu o palco com Billkin sob o nome "Billkin & PP Krit" no Pacific Stage. Depois disso, ele continuou a receber convites para participar de festivais de música em vários países, incluindo o SONG SHAN MUSIC FESTIVAL e o W-POP Music Festival na China, bem como o 555 Thai Music Festival em Singapura.
Em 31 de julho de 2023, PP Krit se tornou o Primeiro Embaixador da Marca Balenciaga, anunciando-o ao lado de Isabelle Huppert.
PP Krit apareceu no videoclipe "Got Me Started" de Troye Sivan, que estreou em 20 de setembro de 2023. Além disso, ele apareceu na caminhada final do Miss Universo Tailândia 2023.
No início de março de 2024, PP Krit lançou um novo single "Ooh! (เสนอตัว)".

#### Projeto colaborativo com Billkin
Em julho de 2024, PP Krit e Billkin anunciaram um novo projeto conjunto, começando com seu dueto intitulado "Surrender (ยอม)" no canal colaborativo do YouTube "Billkin & PP Krit Official".
Eles também realizaram o concerto de casal "Billkin & PP Krit Double Trouble Concert" no QSNCC, Banguecoque, Tailândia, em 31 de agosto e 1º de setembro de 2024. Com mais de 40.000 participantes, a apresentação de duas noites teve ingressos esgotados, marcando seu maior concerto de casal até o momento e o maior já realizado no local desde sua reforma.
Além disso, eles revelaram que irão co-estrelar como atores principais em um próximo filme do GDH intitulado The Red Envelope, que está previsto para estrear em 2025.

## Filmografia

### Séries de televisão
| Ano  | Título                  | Personagem | Notas            |
| ---- | ----------------------- | ---------- | ---------------- |
| 2018 | i STORIES               | Pete       | Episódio: "G"    |
| 2019 | My Ambulance            | Tewkao     | Papel recorrente |
| 2020 | I Told Sunset About You | Oh-aew     | Papel principal  |
| 2021 | I Promised You the Moon | Oh-aew     | Papel principal  |

### Cinema
| Ano  | Título           | Personagem | Notas                        |
| ---- | ---------------- | ---------- | ---------------------------- |
| 2023 | Rerun            | Kit        | Curta-metragem               |
| 2025 | The Red Envelope | Titi       | GDH LINEUP 2025 LOOK FORWARD |

### Curtas-metragens
| Ano  | Título                       | Personagem         | Notas                                                            |
| ---- | ---------------------------- | ------------------ | ---------------------------------------------------------------- |
| 2021 | อย่างอนดิเพื่อน กูไม่อยากเสียฟอร์มง้อ | Chef de Pastelaria | com Billkin para NADAOxOPPO Dirigido por Boss Naruebet Kuno      |
| 2021 | Shining in my Eyes           | Estudante de Moda  | com Billkin para NADAOxOPPOChina Dirigido por Boss Naruebet Kuno |
| 2023 | Rerun-short film             | Kit                | com Naphat Siangsomboon para promoção de Rerun                   |

## Discografia

### Artista Solo
| Ano  | Título da Música            | Álbum  | Gravadoras           | Notas |
| ---- | --------------------------- | ------ | -------------------- | ----- |
| 2021 | It's Okay Not To Be Alright | Single | Nadao Music          |       |
| 2022 | I'll Do It How You Like It  | Single | Nadao Music          |       |
| 2022 | FIRE BOY                    | Single | PPKrit Entertainment |       |
| 2023 | Hesitate (ลังเล)             | Single | PPKrit Entertainment |       |
| 2023 | Rerun (เส้นเรื่องเดิม)          | Single | PPKrit Entertainment |       |
| 2024 | Ooh! (เสนอตัว)               | Single | PPKrit Entertainment |       |

### Artistas em Dupla
| Ano  | Título da Música            | Álbum  | Gravadoras                                                                 | Notas |
| ---- | --------------------------- | ------ | -------------------------------------------------------------------------- | ----- |
| 2024 | Surrender (ยอม) com Billkin | Single | Billkin & PP Krit Official (Billkin Entertainment x PP Krit Entertainment) |       |

### Trilha Sonora Original
| Ano  | Título da Música                           | Álbum                        |
| ---- | ------------------------------------------ | ---------------------------- |
| 2020 | หรูเหอ 如何 (Skyline)                       | OST. I Told Sunset About You |
| 2020 | โคตรพิเศษ (Khot Phiset)                     | OST. I Told Sunset About You |
| 2021 | รู้งี้เป็นแฟนกันตั้งนานแล้ว (Safe Zone) com Billkin | OST. I Promised You the Moon |
| 2021 | ห่มผ้า (Hold Me Tight)                       | OST. I Promised You the Moon |
| 2021 | หลอกกันทั้งนั้น (Fake News)                     | OST. I Promised You the Moon |
| 2021 | ทะเลสีดำ (Ta Lay See Dum) com Billkin       | OST. I Promised You the Moon |
| 2021 | ไม่ปล่อยมือ (Coming of Age) com Billkin       | OST. I Promised You the Moon |

### Projeto de Colaboração
| Ano  | Título da Música                                                          | Álbum                             |
| ---- | ------------------------------------------------------------------------- | --------------------------------- |
| 2021 | มันดีเลย com Billkin, PEARWAH, e Peck Palitchoke                            | Single para Lays Thailand         |
| 2021 | STAY (Versão cover)                                                       | #LINETVFINFOREVER x NADAO BANGKOK |
| 2021 | ถ้าเธอรักฉันจริง (Original por Three Man Down)                                | GeneLab+ Nadao Music              |
| 2022 | I'll Do It How You Like It [ Sessão ao vivo ] com Taew Natapohn Tameeruks | NADAOMUSICxCh3Thailand            |
| 2022 | 100% (ร้อยเปอร์เซ็นต์) [Sessão ao vivo] com Taew Natapohn Tameeruks           | NADAOMUSICxCh3Thailand            |

## Concertos e tours

### Apresentador principal
| Ano  | Título dos Concertos                                                          | Data                                 | Local                                                  |
| ---- | ----------------------------------------------------------------------------- | ------------------------------------ | ------------------------------------------------------ |
| 2022 | แปลรักฉันด้วยใจเธอ The Last Twilight                                             | 26 de março de 2022                  | CU Centenary Park, Banguecoque, Tailândia              |
| 2023 | PP KRIT THE FIRST FAN MEETING LIT & GLITTER Apresentado por Lazada            | 4 – 5 de março de 2023               | Royal Pargon Hall, Banguecoque, Tailândia              |
| 2023 | BKPP Asia Fanmeeting                                                          | TBC                                  | Taipei, Hongkong, Jakarta, Tokyo, Osaka, Manila, Seoul |
| 2024 | Billkin & PP Krit Double Trouble Concert Presented by The Concert Application | 31 de agosto - 1 de setembro de 2024 | QSNCC, Banguecoque, Tailândia                          |
| 2025 | PP KRIT THE FIRST SOLO CONCERT                                                | 8 - 9 de março de 2025               | IMPACT Arena, Tailândia                                |

### Festivais de Música
2022
- T-POP Concert Fest 1 na Tailândia
- Summer Sonic 2022 em Tóquio, Japão, onde ele divide o palco com Billkin sob o nome "Billkin & PP Krit" no Pacific Stage.
- 12th Big Mountain Music Festival em Khaoyai, Tailândia, onde ele divide o palco com Billkin sob o nome "Billkin & PP Krit"

2023
- T-POP Concert Fest 2 na Tailândia
- SONG SHAN MUSIC FESTIVAL na China
- W-POP Music Festival na China
- BUBBLING & BOILING Music and Arts Festival na China
- 555 Thai Music Festival em Singapura
- 13th Big Mountain Music Festival em Khaoyai, Tailândia, onde ele divide o palco com Billkin sob o nome "Billkin & PP Krit"

### Convidado do concerto
2022
- 4 แยกปากหวาน ตอน I will survive สู้ตายเราต้องรอด no Royal Paragon Hall Bangkok, Thailand[14]
- Stamp Concert: Duay Rak La Abdee” na Impact Arena, Muang Thong Thani.[15]

2023
- NONT EP.2 na Impact Areana Banguecoque, Tailândia
- 4 Queens Concert no IMPACT Challenger Hall 1 Banguecoque, Tailândia
- Billkin Tempo na Impact Areana Banguecoque, Tailândia (2 dias)

## Prêmios e indicações
| Ano  | Associações                           | Categoria                                                            | Nomeações                                   | Resultado |
| ---- | ------------------------------------- | -------------------------------------------------------------------- | ------------------------------------------- | --------- |
| 2020 | The 5th Weibo TV Series Awards        | Ator Estrangeiro Mais Popular                                        |                                             | Venceu    |
| 2021 | Yniverse Awards 2020                  | Melhor Ator (junto com Putthipong Assaratanakul)                     | "แปลรักฉันด้วยใจเธอ" (I Told Sunset About You) | Venceram  |
| 2021 | 17th Komchadluek Awards               | Ator Popular                                                         | "แปลรักฉันด้วยใจเธอ" (I Told Sunset About You) | Venceu    |
| 2021 | 2021 Line TV Awards                   | Melhor Cena Viral                                                    | "แปลรักฉันด้วยใจเธอ" (I Told Sunset About You) | Venceu    |
| 2021 | 2021 Line TV Awards                   | Melhor Cena de Beijo (junto com Putthipong Assaratanakul)            | "แปลรักฉันด้วยใจเธอ" (I Told Sunset About You) | Venceram  |
| 2021 | 2021 Line TV Awards                   | Melhor Casal (junto com Putthipong Assaratanakul)                    | "แปลรักฉันด้วยใจเธอ" (I Told Sunset About You) | Venceram  |
| 2021 | 12th Nataraj Awards                   | Melhor Ator em Série Dramática Online                                | "แปลรักฉันด้วยใจเธอ" (I Told Sunset About You) | Indicado  |
| 2021 | 1st Siam Series Awards                | Casal de Séries de TV Populares (junto com Putthipong Assaratanakul) | "แปลรักฉันด้วยใจเธอ" (I Told Sunset About You) | Indicados |
| 2021 | 1st Siam Series Awards                | Melhor Cena (junto com Putthipong Assaratanakul)                     | "แปลรักฉันด้วยใจเธอ" (I Told Sunset About You) | Venceram  |
| 2021 | Seoul International Drama Awards 2021 | Prêmio Estrela Asiática                                              | I Told Sunset About You                     | Venceu    |
| 2021 | 15th Kazz Awards                      | Adolescente Masculino do Ano                                         |                                             | Venceu    |
| 2021 | 15th Kazz Awards                      | Melhor Cena (junto com Putthipong Assaratanakul)                     | "แปลรักฉันด้วยใจเธอ" (I Told Sunset About You) | Indicados |
| 2021 | 3rd Zoomdara Awards                   | Single popular                                                       | It's okay not to be alright                 | Indicado  |
| 2021 | 3rd Zoomdara Awards                   | Artista Solo do Ano                                                  |                                             | Indicado  |
| 2021 | 3rd Zoomdara Awards                   | Casal popular (junto com Putthipong Assaratanakul)                   | "แปลรักฉันด้วยใจเธอ" (I Told Sunset About You) | Indicados |
| 2021 | 7th Maya Awards                       | Garoto charmoso                                                      |                                             | Venceu    |
| 2021 | 7th Maya Awards                       | Melhor Casal (junto com Putthipong Assaratanakul)                    | "แปลรักฉันด้วยใจเธอ" (I Told Sunset About You) | Indicados |
| 2021 | 7th Maya Awards                       | Estrela Masculina em Ascensão                                        |                                             | Indicado  |
| 2022 | Maya Entertain Awards                 | Estrela Masculina em Ascensão do Ano                                 |                                             | Indicado  |
| 2022 | Maya Entertain Awards                 | Casal do ano (junto com Putthipong Assaratanakul)                    | "แปลรักฉันด้วยใจเธอ" (I Told Sunset About You) | Indicados |
| 2022 | Maya Entertain Awards                 | Artista Masculino do Ano                                             |                                             | Indicado  |
| 2022 | TOTY MUSIC AWARDS 2021                | A Melhor Música do Ano: Rookies                                      | It's Okay Not To Be Alright                 | Venceu    |
| 2022 | 18th Komchadluek Awards               | Ator Popular                                                         |                                             | Venceu    |
| 2022 | 18th Komchadluek Awards               | Cantor Popular                                                       |                                             | Venceu    |
| 2022 | 18th Komchadluek Awards               | Melhor Casal (junto com Putthipong Assaratanakul)                    |                                             | Venceram  |
| 2022 | Siamrath online award 2021            | Melhor Casal (junto com Putthipong Assaratanakul)                    |                                             | Venceram  |
| 2022 | 16th Kazz Awards                      | Artista Masculino Popular                                            |                                             | Indicado  |
| 2022 | Seoul International Drama Awards 2022 | Prêmio de Estrela Asiática Destacada                                 | I Promised You the Moon                     | Venceu    |
| 2022 | 2022 Asia Artist Awards (AAA)         | Celebridade da Ásia (Televisão)                                      |                                             | Venceu    |
| 2022 | TikTok Awards Thailand 2022           | Canção Viral do Ano                                                  | I’ll Do It How You Like It                  | Venceu    |
| 2023 | Mint Awards 2023                      | Os Prêmios de Inspiração                                             |                                             | Venceu    |
| 2023 | HOWE Awards                           | Prêmio Voto Popular                                                  |                                             | Venceu    |
| 2023 | 19th Komchadluek Awards               | Cantor Tailandês Moderno Popular                                     |                                             | Venceu    |
| 2023 | TikTok Awards Thailand 2023           | Canção Viral do Ano                                                  | Fire Boy                                    | Venceu    |
| 2023 | LINE TODAY Poll of the Year 2023      | Cantor Popular do Ano                                                |                                             | Venceu    |
| 2024 | Line Melody Music Awards 2023         | Melhor Artista Masculino                                             |                                             | Venceu    |